# Ван Сюлань
Ван Сюлань (кит. упр. 王秀兰 , пиньинь Wang Xiulan, род. 24 ноября 1971 года в городском округе Цицикар, провинция Хэйлунцзян) — китайская шорт-трекистка. Принимала участие в Олимпийских играх 1992 и 1994 годов, Неоднократная призёр чемпионатов мира.

## Биография
Ван Сюлань впервые выступила на международном уровне в 1987 году на чемпионате мира в Монреале и заняла на дистанции 500 метров 41 место, а в эстафете 9-е. Первые успехи пришли в 1990 году, когда Ван выиграла три золотые медали на 500, 1000 метров и в эстафете на Азиатских играх в Саппоро. Следующие 2 года она выиграла на чемпионате мира среди команд серебро в в Сеуле и бронзу в Минамимаки в 1992 году.
На Олимпийских играх 1992 года в Альбервилле Ван заняла на 500 метров 8-е место и в эстафете также 8-е, хоть Китай и был одним из фаворитов, но падение в полуфинале Чжан Яньмэй лишило команду призовых мест.
В сезоне 1993/94 годов выиграла два серебра в эстафетах на чемпионатах мира в Пекине и Гилфорде. И вновь не было призов на Олимпиаде в Лиллехаммере, лучшее 6-е место на дистанции 500 метров, на 1000 метров стала 14-й и в эстафете снова 8-е место. на этот раз сборная Китая пришла 2-й на финиш, но радость была недолгой, их дисквалифицировали за случайный толчок американской спортсменки.